# Den vita stenen (TV-serie)
Den vita stenen är en svensk TV-serie i 13 delar från 1973 regisserad av Göran Graffman och baserad på Gunnel Lindes barnbok Den vita stenen från 1964. Sedan 2013 finns serien i Öppet arkiv på SVT Play.
TV-serien premiärvisades på TV1 mellan den 6 oktober och den 29 december 1973. Serien visades också på norsk TV första gången 1975. Den har sänts flera gånger i repris på NRK, bland annat 1982. Musiken i serien är skriven av Bengt Hallberg.

## Handling
Handlingen utspelar sig under 1930-talet i en by på landsbygden där Fia och hennes mor, fru Pettersson, bor tillsammans med byns häradshövding i hans hus där hans argsinta hushållerska Malin regerar. Folk, däribland Malin, talar illa om fru Pettersson för att hon uppfattas som lat. Fia blir mobbad av sina jämnåriga kamrater för att modern är pianolärare på skolan.
En sommardag kommer Hampus till byn tillsammans med sina fosterföräldrar, sin farbror Sivert Kolmodin som är en fattig skomakare, hans fru och deras sex barn. När Fia och Hampus träffar varandra, vill de inte säga vilka de egentligen är utan kallar sig för "Fideli" och "Farornas konung". Hampus ser att Fia har en vacker vit sten och frågar om han kan få stenen om han målar ögon, näsa och mun på kyrkklockan i byn. Det är början på deras vänskap och lek där de ska utföra "uppdrag" för att kunna erövra stenen av varandra.

## Rollista
- Julia Hede – Ina Vendela Sofia "Fia" Pettersson
- Ulf Hasseltorp – Hampus
- Monica Nordquist – fru Pettersson
- Ulf Johanson – häradshövdingen
- Betty Tuvén – Malin, häradshövdingens hushållerska
- Håkan Serner – skomakare Sivert Kolmodin, Hampus farbror
- Maj-Britt Lindholm – fru Kolmodin
- Ingemar Hasselquist – Henning Kolmodin
- Cecilia Nilsson – Eivor Kolmodin
- Gunilla Söderholm – Siri Kolmodin
- Ann-Charlotte Lithman – Nanna Kolmodin
- Joakim Rundberg – Ture Kolmodin
- Robert Rundberg – Lulle Kolmodin
- Fanny Gjörup – Brita
- Eva Dahlqvist – Essy
- Pia Skagermark – Solbritt
- Börje Mellvig – handelsman
- Björn Gustafson – konditor Bror Emilsson
- Lars-Erik Liedholm – postmästaren, Britas pappa
- Ove Tjernberg – Farornas Konung, lejontämjare på cirkus
- Willy Peters – doktor
- Karin Miller – skolfröken

## Produktion
Serien spelades in i Djursvik, Bergkvara och Söderåkra utanför Kalmar.

## Utgivning
Serien finns utgiven på VHS av Kanal 10 och Independent.